# Buffalo Bill
William Frederick Cody (Iowa, 26 de fevereiro de 1846 – Denver, 10 de janeiro de 1917), ou simplesmente Buffalo Bill, foi um aventureiro americano nascido na região próxima de Le Claire, Iowa, Estados Unidos. Matou milhares de búfalos num curto espaço de tempo, ficando por isso com a alcunha de "Buffalo Bill". Além de caçar búfalos, Cody teve inúmeros empregos: batedor da cavalaria americana (1868-1872), mensageiro do Pony Express (1860), gerente de hotel, ferroviário e condutor de diligências.
Uma lenda em seu país, Buffalo Bill se tornou também mundialmente famoso graças ao show sobre o Oeste Selvagem (Buffalo Bill's Wild West show) que passou a estrelar a partir de 1883. O show incluía uma parada de cavaleiros, participação de índios americanos, e grandes atiradores. O show contava ainda com Turcos, Árabes, Mongóis e Cossacos, com cavalos e roupas típicas, e com participações de Jane Calamidade e Touro Sentado.

## Biografia

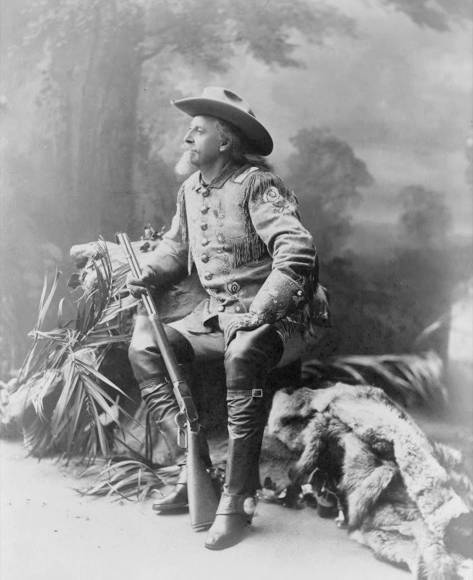
Buffalo Bill.

Foi um ícone notável no Velho Oeste, e ficou famoso principalmente por ser um dos criadores dos espetáculos sobre o gênero.
Ele nasceu em 1846, nos Estados Unidos, no estado de Iowa. Seu verdadeiro nome é William Frederick Cody. Quando ainda era jovem, uma estrada de ferro começou a ser construída através das planícies do estado.
Então, o jovem, ainda conhecido como William Cody, começou a trabalhar como fornecedor de carne para os operários da estrada de ferro. Daí veio sua alcunha, pois a carne que ele fornecia era de búfalo. Era um exímio caçador e, em um ano, chegou a matar cerca de cinco mil búfalos.
Nos anos que se seguiram, com o gradual extermínio dos búfalos, tornou-se cada vez mais difícil encontrar manadas do animal. Búfalo Bill, já com grande fama, resolve então mudar de profissão. Em 1883, contratou alguns índios e mais alguns vaqueiros para atuar uma espécie de circo itinerante pelo leste dos Estados Unidos, cuja temática era o Oeste selvagem. Assim, passando de cidade em cidade, exibia o espetáculo, do qual também faziam parte as suas demonstrações de habilidade de cavaleiro. Ganhou fama e dinheiro, e, sessenta anos depois, inspirou filmes de faroeste.
Willian também teve uma grande participação na Guerra de Secessão, onde se tornou um grande espião dos Estados do Norte e chegou a alimentar batalhões inteiros com a carne dos búfalos que ele caçava.
Buffalo Bill faleceu no dia 10 de janeiro de 1917 com seus 70 anos, na cidade de Denver, em Colorado, localizada no Estados Unidos.

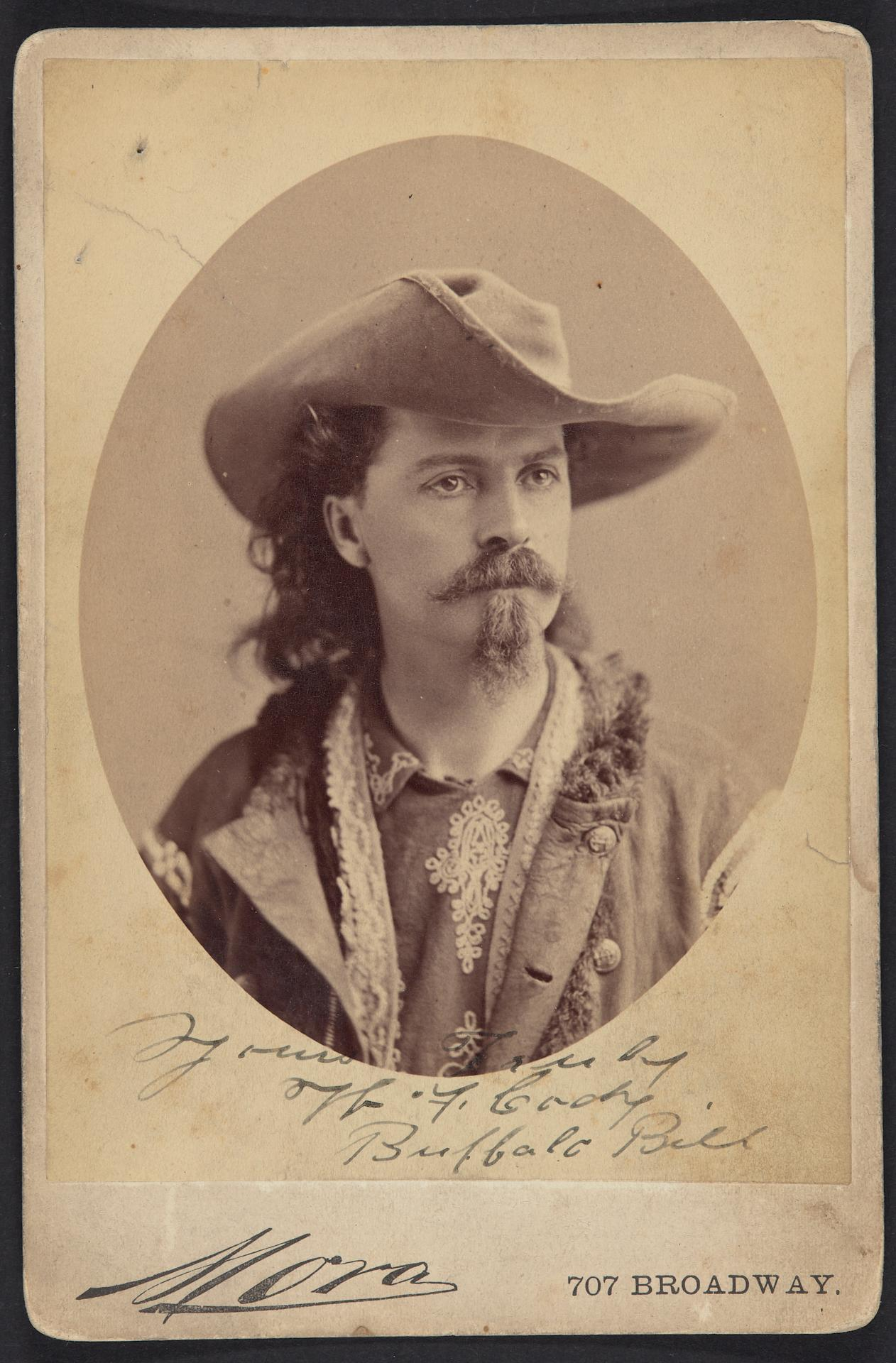
Buffalo Bill, cerca 1875
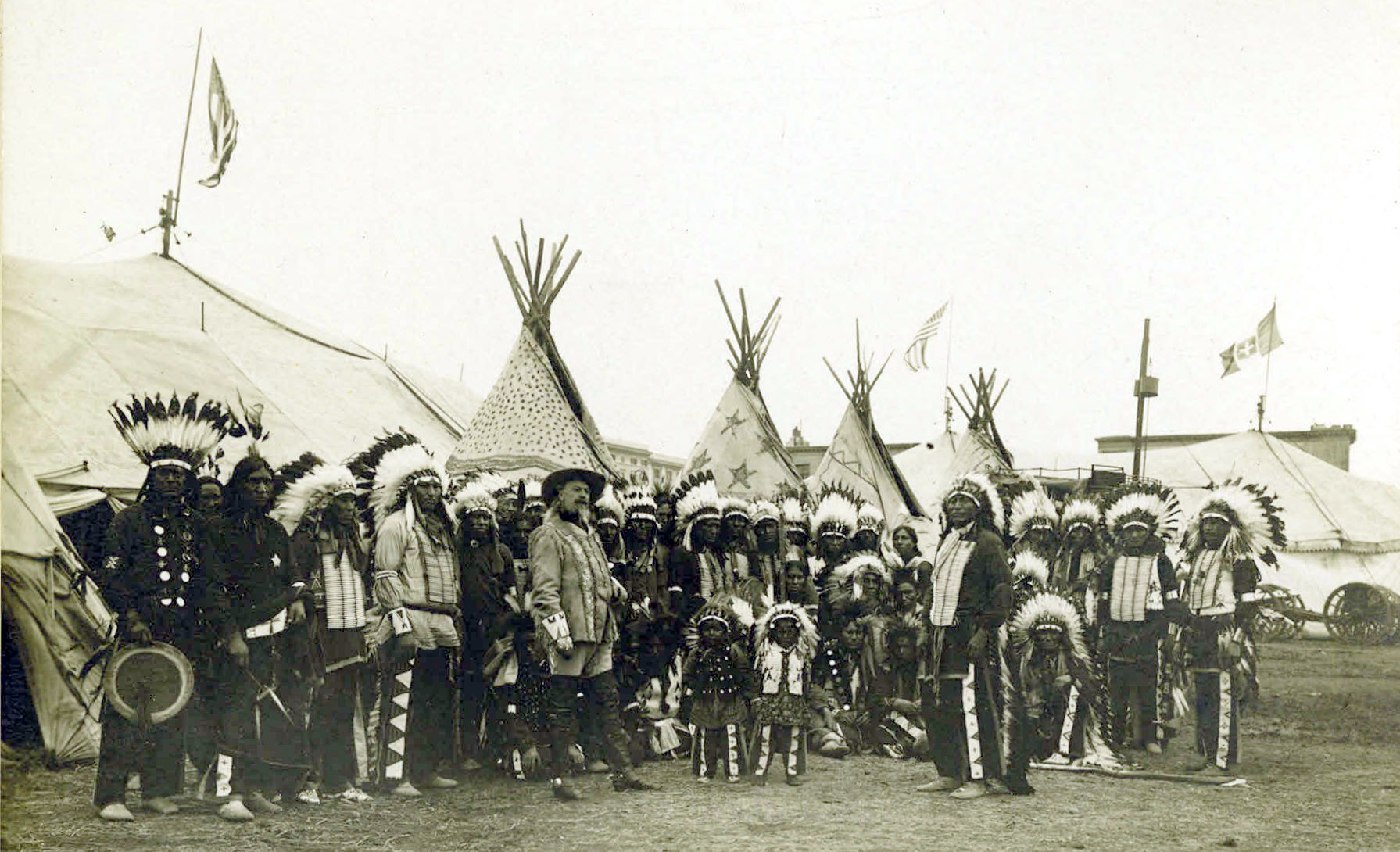
Buffalo Bill's Wild West show, em 1890
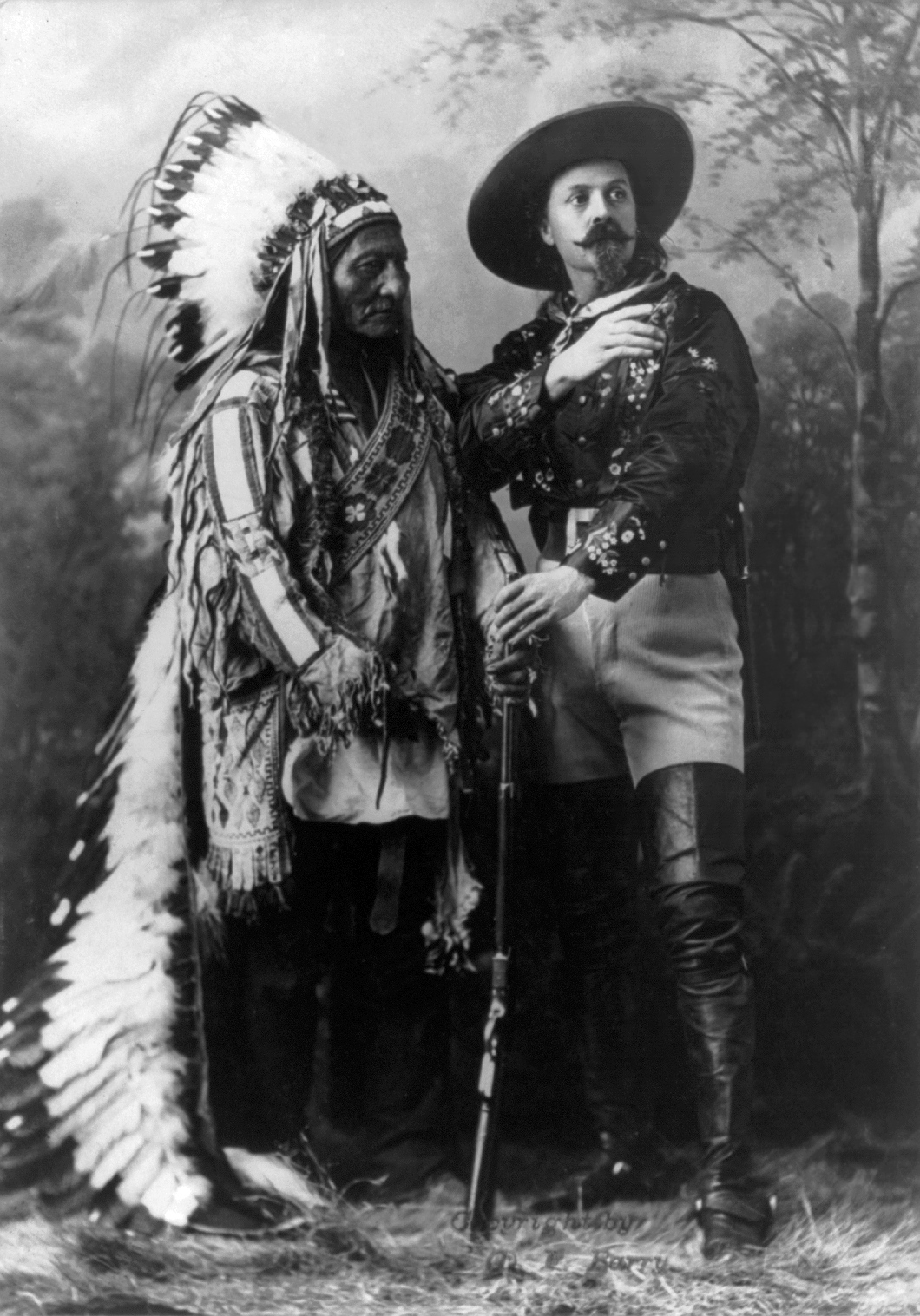
Touro Sentado e Buffalo Bill

## Publicações
- Scouts of the Prairie (1872)

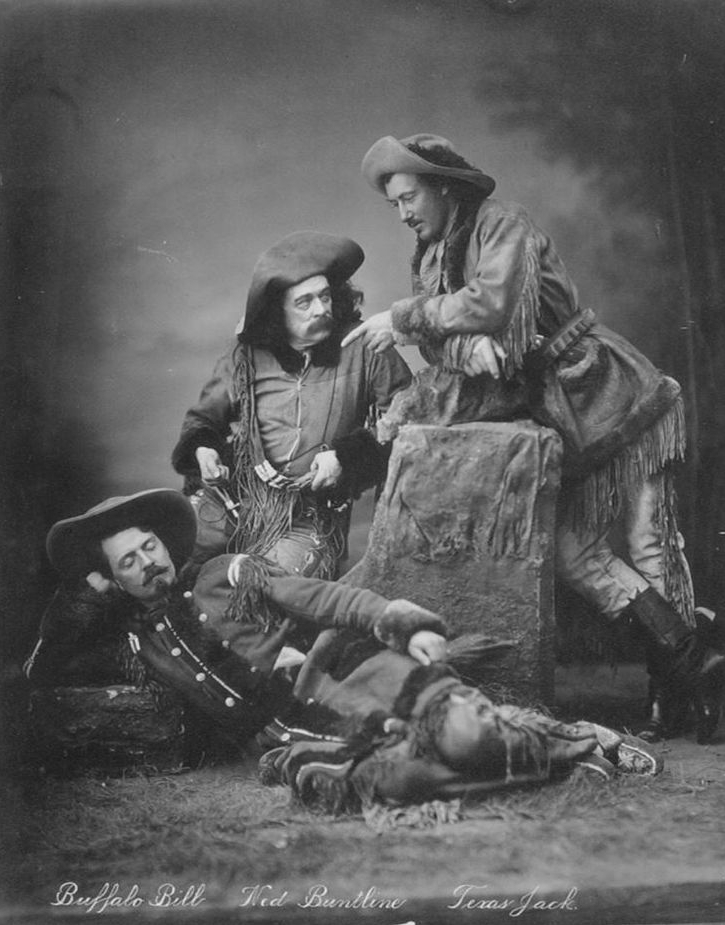
Escoteiros da Pradaria

- Scouts of the Plains (1873) pela trupe Buffalo Bill Combination
- Red Right Hand (1876)
- The Life Of Honorable William F. Cody (1879)[3]
- Buffalo Bill's Wild West (1883–1913) show itinerante
- The Wild West in England (1888)[4]
- Buffalo Bill and Escort (1897)[5]
- Cody Enterprise (1899–)
- Buffalo Bill's Wild West (1900–1903, 1910)[6]
- The Adventures of Buffalo Bill (1904) ISBN 9781977910646[7]
- True Tales of the Plains (1908) ISBN 9781104514747[8]
- Buffalo Bill's Wild West and Pawnee Bill's Far East (1910)[9]
- Col. W.F. Cody (Buffalo Bill) Historical Pictures Company (1913)[10]
- The Adventures of Buffalo Bill (1914)[11]
- Indian Wars (1914)[12]
- The Adventures of Buffalo Bill (1917)[13]
- The Buffalo Bill Show (1917)[14]